# Željeznički kolodvor Dugopolje
Željeznički kolodvor Dugopolje je kolodvor na uskotračnoj željezničkoj pruzi od Splita do Sinja. 
Izgradnja pruge je počela krajem listopada 1901. Objekti na pruzi i sve kolodvorske zgrade bile su gotove do kraja 1902., pa tako i zgrada na ovom kolodvoru. Pruga je otvorena 2. rujna 1903. godine.:11. Dugopoljska se postaja nalazila između kliške i dicmanjanske. Uz otprije izgrađen kolodvor u Splitu, izgrađeno je još pet kolodvora (Vranjic-Solin (Meterize), Klis, Dugopolje, Dicmo i Sinj) i tri stajališta (Mravinci, Klis-Kosa i Prosik). Naknadno su izgrađena još tri stajališta: u Koprivnom i Kukuzovcu, te u splitskom predgrađu Kopilici. Kao i prateći objekti, kolodvori i stajališta su bili izgrađeni tipski i od kamena. Dugopoljski kolodvor, niti ijedna zgrada s njega nije proglašena za kulturno dobro, za razliku od onih s postaja u Solinu na Meterizama, Dicmu i Sinju.